# Passiflora pectinata
Passiflora pectinata är en passionsblomsväxtart som beskrevs av August Heinrich Rudolf Grisebach. Passiflora pectinata ingår i släktet passionsblommor, och familjen passionsblomsväxter. Inga underarter finns listade i Catalogue of Life.